# لغات الخو
لغات الخو /ˈkweɪ/ هي من أكبر عائلات اللغات غير البانتوية الأصلية في جنوب إفريقيا وكانوا يعتبرون فرعًا من عائلة لغة خويسان ويعرفون باسم خويسان المركزي، وعلى الرغم من رفض خويسان الآن كعائلة يتم الاحتفاظ بالاسم كمصطلح.
لغة الخوي الأكثر شهرة والوحيدة هي لغة الخويخوي (ناما / دامارا) في ناميبيا وصحراء كلهاري في بوتسوانا، تعد اللغات متشابهة بدرجة كافية بحيث يمكن الحصول على درجة معقولة من التواصل بين لغة الخويخوي ولغات بوتسوانا، وكانت لغات الخوي هي أول لغات خويزانية معروفة للمستعمرين الأوروبيين وتشتهر بإشاراتها، وعلى الرغم من أنها ليست واسعة النطاق كما هو الحال في عائلات لغة خويسان الأخرى يوجد فرعين رئيسيين لها وهما خويخوي ناميبيا وجنوب إفريقيا وتشو خوي من بوتسوانا وزيمبابوي.

## تاريخ
يعتقد توم غولدمان أن الرعاة الزراعيين الذين يتحدثون لغة خو-كوادي قد دخلوا بوتسوانا الحديثة منذ حوالي 2000 عام من الشمال الشرقي (أي من اتجاه سانداوي، حيث من المحتمل أن يكونوا قد حصلوا على الزراعة من البانتو المتوسعة في وقت كانت فيه صحراء كالاهاري أكثر قابلية للزراعة، واستمر أسلاف الكوادي (وربما دامارا) في الغرب، في حين استوعب أولئك الذين استقروا في كالاهاري المتحدثين بلغات جو. وبالتالي، فإن عائلة خوي لها تأثير جو، كان هؤلاء المهاجرون أسلافًا لشعوب كالاهاري الشمالية الشرقية (فرع تشو خوي الشرقي لغويًا)، بينما جيران جو (أو ربما جيران ككسوا بشكل عام) إلى الجنوب الغربي الذين انتقلوا إلى خو كانوا أسلافًا لفرع تشو خوي الغربي.
أدى الجفاف اللاحق لنهر كالاهاري إلى تبني اقتصاد الصيد وجمع الثمار وحافظ على شعوب كالاهاري من امتصاص البانتو الزراعي عندما انتشروا جنوبًا.
أولئك الخوئيين الذين استمروا في الجنوب الغربي احتفظوا بالرعي وأصبحوا الخوخي. اختلطوا على نطاق واسع مع المتحدثين بلغات تو، واستوعبوا ميزات لغاتهم ونتج عن ذلك وجود طريقتين توو كياكسا في لغات الخوخي. تم توسيع نطاق شعب ناما ليشمل ناميبيا واستيعابه للشعوب المتعاملة مثل دامارا وهايوم في القرن السادس عشر وما بعده في وقت الاتصال والاستعمار الأوروبيين تقريبًا.

## تصنيف
قد تكون لغة كوادي المنقرضة في أنغولا هي أقرب أقرباء عائلة خو. هي المجموعة الأكبر، التي أعيد بناء الضمائر وبعض المفردات الأساسية لها، تسمى خو-كوادي. ومع ذلك نظرًا لضعف شهادة كوادي، فمن الصعب تحديد الكلمات الشائعة المتعارف عليها وأيها قد يكون قروضًا. أبعد من ذلك، قد يكون أقرب الأقارب هو عزلة سانداوي؛ نظام ضمير سانداوي مشابه جدًا لنظام خو-كوادي، ولكن لا توجد ارتباطات معروفة كافية لمراسلات صوتية منتظمة ليتم العمل عليها. ومع ذلك، فإن العلاقة لها بعض القيمة التنبؤية، على سبيل المثال إذا تم أخذ قيد الحرف الخلفي، الذي يعمل في لغات خو ولكن ليس في خو-كوادي في الاعتبار.